# Dan Caragea
Dan Caragea (n. 16 iunie 1954, Craiova) este  critic de artă, critic de teatru, critic literar, publicist, eseist și traducător român.  Este lusitanist, specialist în psihologie și lingvistică computațională. Debutul său în critică  a avut loc încă din clasa a X-a, în revista liceului «Frații Buzești» din Craiova, publicând de atunci o serie de articole și studii de specialitate în reviste din țară și din străinătate. Treptat, eseurile și studiile sale și-au lărgit tematica, îndreptându-se spre lumea artei (din 1983, odată cu intrarea sa la Teatrul Odeon, se specializează în critică de teatru), literaturii și a psihologiei.

## Studii
Licențiat in Limbă și Literatură Română și Limbă și Literatură Portugheză, la Facultatea de Litere a Universității din București, în 1978.
Doctor în Psihologie, Universitatea din București.

## Studii complementare
1975, 1976 – Institutul de Lingvistică al Universității din București, Departamentul de Lingvistică Romanică
1976 – Institutul de Critică și Teorie Literară «George Călinescu», București
Din 1990 devine jurnalist acreditat, absolvind cursul de jurnalism orientat de ziariști de la ziarul The Guardian, Marea Britanie.
Între 1998 și 2002, a participat la diverse cursuri de specialitate în Lisabona, Madrid, Amsterdam, Paris.
Din 1995 și până în prezent, a predat sau a participat în diverse proiecte în Portugalia, Brazilia, Spania, Argentina, și România.

## Cariera literară și jurnalistică
1988, Referent literar al Teatrului Odeon, București.
1990 – 1991, Director literar al Editurii Edinter, București.
1991, Coeditor al suplimentului LAI al ziarului Cotidianul, București.
1993 – 1994, Director literar, Editura Amadis, Lisabona.
1995 – 1998, Director fondator al editurii PUP – Publicações Universitárias Portuguesas, Lisabona.
2004, Colaborator al ziarului cultural bilingv Diaspora Româna și Moldavă, Lisabona.
Din 2005, invitat special și colaborator permanent al revistei de artă Niram Art, Spania (critică de artă la numerele 2, 3, 5, 7, sub pseudonim).
A publicat, începând cu anul 1971, diverse studii, articole, eseuri, critică de artă, critică de teatru, critică literară în ziare și reviste culturale și științifice din România, Franța, Germania, Spania, Portugalia.

## Carieră profesională și academică
1978 – 1980 și 1983 – 1993, docent al Universității din București, Facultatea de Litere, Departamentul de Limbă Portugheză.
1995 – 1998, Profesor la Universitatea Modernă, Facultatea de Psihopedagogie Curativă, unde a predat: Epistemologie antroposocială, Epistemologia pedagogiei curative, Investigație și metodologie în Științele Educației I e II. A început să se dedice Terapiei psihopedagogice.
1998 – 1999, responsabil pentru Departamentul de Semantică, OCS S.A., Madrid. Creator al e-lexis, bază de date integrată în motoare de indexare și căutare (Excalibur, azi Convera), realizată pentru a permite căutarea simultană în zece limbi.
1999 – 2000, director al Departamentului de Lexicografie Computațională, SystemHouse, Lda., Lisabona.
2000 – 2001, director al Departamentului de Științe ale Informației, Áquila – GED, Lda., Lisabona. Creator al sistemului ATHOS destinat arhivelor virtuale complexe.
Din 2003, director fondator al firmei Cyberlex; creator lingvistic al variantei spaniole și portugheze al programului Tropes pentru analiză semantică a conținutului textual. Premiul Fundației Marchizul de Pombal, pentru „Inovație și Tehnologie”, pe 2003.
2006 - 2008, profesor la Universitatea Modernă din Lisabona, Facultatea de Psihopedagogie, unde a condus cursul Introducere în intervenția psihopedagogică I.
2009 și până în prezent, expert pe termen lung, UEFISCDI, București.

## Volume publicate
- Português Intensivo, Tipografia  Universității din București, 1979 (coautor).
- Limba Portugheză pentru Toți, București, Editura Științifică și Enciclopedică, 1988 (co-autor).
- Viver em Portugal, Lisabona, Publicações Universitárias Portuguesas, 1995.
- Dicionário do Português Antigo, Lisabona, (în curs de publicare).
- Português Interactivo(em CD-ROM), Lisabona, PUP-Base Virtual.
- Limba Portugheză. Curs Intensiv, București-Iași, Polirom, 2003 (coautor).
- Brâncuși: în lucru

## Traduceri
- José Luandino Vieira – Luuanda, Editura Univers, București, 1982.
- Simbolismul european – Editura Albatros, București, 1983 (colaborare).
- Mihai Eminescu – O Astro da Tarde (Luceafărul), Editura Cartea Româneasca, București, 1988.
- Dan Carage – Antologia Poeziei Portugheze, Editura Edinter, București,1990.
- Mihai Eminescu - Vésper, în Antologia 2004, Cavalo de Ferro, Lisabona, 2004.
- Ștefan Mitroi – O Buraco (Gaura), Cyberlex, Lisabona, 2008.

## Prefețe/postfețe
- Júlio Dinis – Moștenitoarea, Editura Univers, București, 1986.
- Agustina Bessa-Luís – Sibila, Editura  Univers, București, 1987.
- José Saramago – Memorialul de la Mafra, Editura  Univers, București, 1988.
- José Saramago – Pluta de piatră, Editura  Univers, București, 1990.
- Ștefan Mitroi – Dulce ca pelinul, Editura Libra și Detectiv, București, 2008.
- Ștefan Mitroi – Recviem pentru Tănase, Editura Neverland, București, 2010.